# Jella Braun-Fernwald
Jella Braun-Fernwald (* 30. Jänner 1894 in Wien; † 13. März 1965 in Baden bei Wien; vollständiger Name Jella Braun von Fernwald; auch Yella Gabriele von Braun-Fernwald) war eine österreichische Opern- und Konzertsängerin (Alt).

## Familie
Jella Braun-Fernwald, einer bekannten Wiener Medizinerfamilie entstammend, nahm während des Ersten Weltkrieges in Wien Gesangsunterricht bei Rosa Papier-Paumgartner. 1919 heiratete sie den Kapellmeister Hermann Ritter von Schmeidel (1894–1953), der damals Mitarbeiter von Franz Schalk in Wien war. Aus dieser Ehe ging eine Tochter, Christa (1920–2012), hervor. 

## Künstlerische Entwicklung
Von 1922 bis 1924 hatte sie am Stadttheater am Brausenwerth in Elberfeld ein Engagement. 1924 trennte sie sich von ihrem Mann und kehrte nach Wien zurück, wo sie vor allem als Konzertsängerin auftrat und zusammen mit Erika Rokyta und Luise Helletsgruber Tourneen unternahm. Ein Auftritt an der Wiener Staatsoper 1926 als ein Blumenmädchen im Parsifal führte dort zu keinen weiteren Bühnenengagements. Weit erfolgreicher verlief dagegen ihre Karriere als Konzertsängerin. So war sie von 1929 bis 1936 regelmäßig bei den Salzburger Festspielen in den Domkonzerten zu hören und hatte besonderen Erfolg als Solistin im Mozart-Requiem. Gastspiele führten sie 1929 als Konzertsolistin nach Warschau und 1932 nach Venedig.
Ab 1932 trat sie an der Wiener Volksoper auf, unter anderem auch in der Uraufführung der Oper Die Hochzeit der Sobeide von Alexander Tscherepnin am 17. März 1933.
Neben ihrem Auftreten im Konzertsaal wirkte sie in vielen Sendungen der RAVAG mit. In ihren Konzerten trat sie für das zeitgenössische Musikschaffen ein, vor allem für das Werk von Arnold Schönberg und Egon Wellesz.
Nach dem „Anschluss“ Österreichs floh sie 1939 mit dem Musikhistoriker und -kritiker Paul Stefan ins Exil, zunächst in die Schweiz, dann nach Frankreich, wo beide 1940 in Montauban heirateten. Nach einem weiteren Aufenthalt in Lissabon gelangte das Ehepaar im Frühjahr 1941 nach New York, wo sie jedoch nur mehr selten als Sängerin auftrat.
1952 kehrte sie nach Österreich zurück, nachdem ihr Mann bereits 1943 im Exil verstorben war.